# Sommer Christie
Pas d'image ? Cliquez ici

a Compétitions nationales et continentales officielles uniquement.

b Matchs officiels uniquement.
Dernière mise à jour le 5 octobre 2013.
Sommer Christie, née le 17 août 1979, est une joueuse canadienne de rugby à XV occupant le poste de demi de mêlée ou de centre au Sainte Anne de Bellevue RFC.

## Palmarès
- Demi-finaliste et 4e place à la Coupe du monde 2002, 2006.

## Statistiques en équipe nationale
(au 30.08.2006)
- 13 sélections en équipe du Canada
- participation à la Coupe du monde 2002, 2006.